# La via dei babbuini
La via dei babbuini è un film del 1974 diretto da Luigi Magni.

## Trama
Fiorenza, giovane donna borghese, vive a Roma con il marito Orazio. Il matrimonio dei due è già abbastanza saturo, anche se non esteriormente sfasciato: tale situazione dipende tanto dalla voluta mancanza dei figli, quanto da elementi psicologici e sociali che i due coniugi percepiscono inconsciamente e diversamente.
Fiorenza, accorsa a Massaua per assistere il padre, vecchio colonialista da lei neppure conosciuto, lo vede morire e seppellire. Rimasta sola, non ritorna in patria ma si lascia guidare dallo stravagante Getulio alla scoperta del mistero africano. Orazio, uomo colto ma affetto da infantilismo cronico, raggiunge la moglie e cerca di strapparla al continente che la sta quasi plagiando. Ma Fiorenza, dopo la tragica morte di Getulio, si avvia verso la savana seguendo la via dei babbuini che, a differenza degli uomini, tornano nella foresta ove si trova il segreto della loro genuina natura.

## Produzione
(Luigi Magni)
Per la parte di Fiorenza venne ingaggiata inizialmente Mariangela Melato in seguito sostituita da Manuela Kustermann; dopo tre settimane di riprese in Africa, però, Kustermann non venne ritenuta più idonea per il ruolo, venendo poi sostituita da Catherine Spaak. Ciò fece scaturire una polemica, denominata "caso Kustermann", e una protesta da parte della Società attori italiani:
(Luigi Magni)
Per il ruolo di Getulio si pensò inizialmente a Nino Manfredi.
Le riprese si svolsero in Eritrea, tra cui a Massaua e a Cheren, e in Etiopia: qui vennero girate delle scene vicino al fiume Awash. La troupe lavorò in Africa per oltre quattro mesi. Alcune riprese delle sequenze iniziali si svolsero invece a Venezia, mentre gli interni dell'abitazione di Fiorenza e Orazio in una villa dell'Olgiata utilizzata spesso come set cinematografico.
Giorgio Basile operò in qualità di aiuto regista, e Mario Garriba di assistente alla regia. All'effettista Carlo Rambaldi fu affidato il compito della creazione del coccodrillo elettromeccanico a grandezza naturale, capace di camminare, immergersi nell'acqua e nuotarvi e aprire gli occhi.

## Colonna sonora
La colonna sonora è scritta e diretta da Armando Trovajoli; il tema musicale è basato sulla musica che lo stesso autore compose nel 1960 per Questo amore ai confini del mondo. La canzone Violino tzigano, di Bixio Cherubini e Cesare Andrea Bixio, è la versione eseguita da Fernando Orlandis, con orchestra diretta da Pippo Barzizza, incisa nel 1935.

## Distribuzione
Venne distribuito a partire dal 27 settembre 1974.

## Critica
(Achille Valdata)
(Aggeo Savioli)
(Salvatore Piscicelli)